# باد فراينفالده
باد فراين والدة (اودر) (بالألمانية: Bad Freienwalde) هي مدينة و بلدة ألمانية تقع في ألمانيا في براندنبورغ.  يقدر عدد سكانها بـ 13,315 نسمة .

## توأمة
لباد فراينفالده اتفاقيات توأمة مع:
- باد بيرمونت

## أعلام
- فرديناند زيمرمان
- هيلدا ينينغز